# Coadjutor
Een coadjutor is binnen de Rooms-Katholieke Kerk een hulpbisschop, vice-abt of vice-proost die bij zijn benoeming het recht van opvolging (cum iure successionis) krijgt.

## Kerkrecht
Een coadjutor wordt meestal benoemd in gevallen waarin de zetelende diocesane bisschop (de ordinarius loci) vanwege ouderdom of ziekte niet meer bij machte is om volop te functioneren. Na het overlijden of terugtreden van de bisschop zal de coadjutor hem automatisch opvolgen.
In het Wetboek van Canoniek Recht van 1917 was ook het ambt van coadiutor sedi datus voorzien. Dat was een hulpbisschop die geen recht van opvolging had, maar die in het geval van overlijden van de (aarts)bisschop wel het recht had in functie te blijven, daar de Codex van 1917 er nog van uitging dat een nieuw benoemde (aarts)bisschop het recht had zijn hulpbisschoppen te ontslaan, wat in het Wetboek van Canoniek Recht van 1983 niet meer is voorzien.

## Coadjutrix
De vrouwelijke vorm van coadjutor is coadjutrix. De coadjutrix is na de abdis de hoogste in rang in de hiërarchie van een vrouwenabdij en de priorijen die tot die abdij behoren. Net als de coadjutor-bisschop heeft zij recht van opvolging. In de abdij van Fontevraud werd de coadjutrix ook grootpriores ("grande prieure") genoemd.
In oudere teksten heeft coadjutrix soms de algemene betekenis van assistent-bestuurster of rechterhand. Zo werd de Engelse schrijfster Delarivier Manley door Thackeray de "coadjutrix van Swift" genoemd.

## Ridderlijke orden
Ook bij ridderlijke orden, zoals de Ridderlijke Duitsche Orde, Balije van Utrecht, werd de term coadjutor gebruikt. Het was de titel van de persoon die was aangewezen om de landcommandeur na diens dood op te volgen. Deze functie werd gewoonlijk  bekleed door een ridder die de rang had van commandeur van een Commanderij.